# Varsity Stadium
Varsity Stadium – wielofunkcyjny stadion w Toronto, w Kanadzie. Obiekt istnieje od 1898 roku. Może pomieścić 4800 widzów. Stadion służy sportowcom uniwersyteckiego klubu Toronto Varsity Blues.

## Historia
Historia stadionu sięga października 1898 roku, kiedy to otwarto tutaj nowe boisko. W 1901 roku utworzono żużlową bieżnię wokół boiska oraz trybunę na 500 widzów. W 1911 roku obiekt rozbudowano do pojemności 7200 widzów, a niedługo później jeszcze powiększono do 10 000 widzów. W 1924 roku przeprowadzono kolejną rozbudowę, zwiększając tym razem widownię do 16 000 miejsc. W 1930 roku dodano także składane trybuny, zwiększające maksymalną pojemność do 20 000 widzów. Pod koniec lat 30. XX wieku planowano kolejną modernizację, ale plany te pokrzyżowała II wojna światowa. Rozbudowę przeprowadzono dopiero w 1950 roku, zwiększając tym razem pojemność do 21 739 widzów (lub 27 000 po rozłożeniu składanych trybun). W 1956 roku zainstalowano na obiekcie maszty oświetleniowe. W 2002 roku rozebrano trybuny obiektu, pozostawiając samo boisko. W latach 2003–2005 na obiekcie postawione były tymczasowe trybuny na 1500 widzów. W 2006 roku oddano do użytku nową bieżnię lekkoatletyczną oraz trybunę główną po stronie wschodniej mogącą pomieścić 4800 widzów.
Obiekt od początku służył Toronto Varsity Blues, klubowi sportowemu działającemu przy uniwersytecie w Toronto. Do 1958 roku służył również drużynie Toronto Argonauts, a przez krótsze okresy wykorzystywały go także inne zespoły. W latach 1911–1957 gościł łącznie 30 edycji Pucharu Greya, a w latach 1965–1988 (z przerwą w latach 1973–1975) odbywały się na nim spotkania o Puchar Vaniera. W 1976 roku obiekt był jedną z aren turnieju piłkarskiego na Igrzyskach Olimpijskich w Montrealu. Rozegrano na nim trzy spotkania fazy grupowej, jeden ćwierćfinał oraz jeden półfinał tego turnieju. W 2015 roku na stadionie rozegrano zawody łucznicze podczas Igrzysk Panamerykańskich w Toronto.